# Emperor (film)
Emperor è un film del 2012 diretto da Peter Webber con protagonisti Matthew Fox e Tommy Lee Jones.

## Trama
1945. Piegato da due bombe atomiche, il Giappone si è da poco arreso alle potenze alleate, mettendo fine alla seconda guerra mondiale. Il Generale Douglas MacArthur, comandante della forza di occupazione americana, giunge nel Paese con l'incarico di risollevarlo dal baratro e aiutarlo a ripartire, oltre ad assicurare alla giustizia americana i più importanti gerarchi e comandanti militari che hanno in qualche modo favorito l'inizio e la prosecuzione delle ostilità.
In particolare, l'opinione pubblica americana esige la testa dell'imperatore Hirohito per vendicare l'onta di Pearl Harbor, ma processare e probabilmente condannare a morte un uomo ancora reputato dal suo popolo un vero e proprio dio in Terra potrebbe portare a conseguenze imprevedibili, con il rischio di una rivolta generale e la minaccia concreta rappresentata dalle mire espansionistiche dell'Unione Sovietica, distante appena una manciata di miglia dalle coste giapponesi, che potrebbe approfittare del caos per ottenere un controllo politico e territoriale sull'arcipelago. Tra i consiglieri di MacArthur vi è il generale Bonner Fellers, conoscitore degli usi e delle tradizioni giapponesi, a cui viene assegnata un'indagine volta a stabilire il destino dell'Imperatore: Hirohito deve essere ritenuto responsabile dell'attacco di Pearl Harbor, e pertanto processato o impiccato come criminale di guerra?
Per Fellers, affiancato dal suo autista giapponese Takahashi, inizia quindi una lunga indagine volta ad appurare il ruolo avuto da Hirohito nell'inizio e nella conduzione della guerra, cui nel tempo si sovrappone il ricordo, piacevole e insieme doloroso, della sua storia d'amore con Aya, una studentessa giapponese conosciuta all'università, durata fino alla loro drammatica separazione poco prima dell'inizio delle ostilità.
Le indagini condotte dal generale, che trova malgrado tutto una non indifferente barriera di omertà eretta da molti imputati e testimoni al fine di tutelarsi, tramite i colloqui con individui come l'ex primo ministro Konoe e il consigliere imperiale Kido disegnano con il tempo il ritratto di un Hirohito debole, quasi asservito alla propaganda imperialista e fanatica dei gerarchi raccolti attorno alla figura carismatica di Hideki Tōjō, che pur non avendo fatto nulla per impedire al Giappone di entrare in guerra ebbe comunque il coraggio di sfidare apertamente, a rischio della propria vita, l'autorità dei generali per obbligarli ad accettare la pace dopo i devastanti bombardamenti atomici su Hiroshima e Nagasaki.
Alla fine, anche influenzato da un colloquio chiarificatore con lo zio di Aya, Bonners prenderà infine la sua decisione, destinata a cambiare per sempre la storia del Giappone.

## Produzione
Le riprese del film, effettuate tra Giappone (Tokyo) e Nuova Zelanda (Auckland, Wellington e Hamilton), iniziarono nel gennaio 2012.

## Distribuzione
La prima clip tratta dal film viene pubblicata il 14 settembre 2012. La première viene proiettata al Toronto International Film Festival nel settembre 2012. Il 18 gennaio 2013 viene invece diffuso online il primo trailer del film.
Il film è stato distribuito nelle sale italiane a partire dal 10 ottobre 2013, a cura della One Movie. È stato trasmesso in prima visione TV su Rai3 il 19 dicembre 2013 alle 21:15, raggiungendo uno share del 5,64%.